# Pilsbryspira zebroides
Pilsbryspira zebroides é uma espécie de gastrópode do gênero Pilsbryspira, pertencente a família Pseudomelatomidae.